# Živeti bez dozvole
Živeti bez dozvole (org Vivir sin permiso) je španska televizijska serija snimljena saradnjom produkcijskih kuća Mediaset i Alea Media, a za televizijski kanal Telesinko. Serija je bazirana na knjizi autora Manuela Rivasa, opisujući surovu prošlost trgovca drogom iz Galisije. Glavne uloge tumače Hose Koronado, Aleks Gonzales, Klaudija Trajsak i Luis Zaera.
Nakon prve sezone koja je 2018. godine doživela veliku popularnost širom španskog govornog područja, snimljena je i druga sezona i emitovana proleća 2019. godine.
Serija je najvećim delom snimana u Galisiji i na njenim obalama, opisujući što je vernije moguće život u zapadnim krajevima Španije. Pojedinosti pejzaža, ljudi, navike, hrana, more, klima, boje i jedinstvena atmosfera Galisije, do detalja su dočarani gledaocima i doprineli su estetici serije. Trg u Moranji, istorijske enklave u Salnesu, luka Vigo i luka Ribeira, samo su neki od lokaliteta korišćenih za scene serije.
Poslednja epizoda serije emitovana je u sredu, 23. januara 2020. godine. Obe produkcije su potvrdile da nastavaka serije neće biti.

## Radnja
Nemesio, ili kako mu nadimak kaže Nemo, Bandeira je čovek koji se u prošlosti obogatio baveći se ilegalnim poslovima, posredstvom transportne kompanije koju je dobio brakom sa svojom suprugom Ćon Moliner (Pilar Kastro). Kada mu je dijagnostikofan alshajmer, Nemo pokušava da sakrije bolest od svoje porodice kako se ne bi pokazao slabim. Svestan da će uskoro morati da napusti porodično posao, Nemo pažljivo bira kome će poveriti stečeno bogatstvo ali i kontakte koje je, kao jedan od najuticajnijih preduzetnika, stekao tokom godina. U igri za naslednika su njegova ćerka Nina, sin Karlos kao i sestrić Mario, kojeg je Nemo podigao nakon što je dečak ostao bez roditelja. Mario Mendosa, ugledni i neumoljivi advokat, možda je i najspremniji da nasledi poslove svog ujaka, ali oni ubrzo ulaze u sukobe koje neće tako lako moći da reše. U najtežim trenucima Nemova porodica se udaljava, a onda se pojavljuje i Lara, vanbračna ćerka koje se davno odrekao.

## Uloge

### Glavne uloge
- Hose Koronado - Nemesio Nemo Bandeira
- Aleks Gonzalez - Mario Mendosa
- Klaudia Trajsak - Lara Bandeira

### Sporedne uloge
- Luis Zaera - Antonio Fereiro Fero
- Julia Šarm - Nina Bandeira Moliner
- Pilar Kastro - Ćon Bandeira Moliner
- Letisia Sola - Elisa Karbaljo
- Aleks Moner - Karlos Bandeira Moliner
- Unaks Ugalde - Markos Hevia / Malcolm Susa
- Edgar Vitorino - Fredi
- Havier Deive - Adolfo Monteroso
- Paula Morado - Inspektorka Marta Alen
- Karmela Martins- Rori